# Wilhelminapark (Utrecht)
Het Wilhelminapark is een stadspark in de Nederlandse stad Utrecht. Het is als een van de eerste parken in Nederland erkend als rijksmonument. Het park ligt centraal in Utrecht-Oost en ten oosten van Oudwijk. De omliggende buurt wordt de Wilhelminaparkbuurt genoemd terwijl een straat langs het park ook Wilhelminapark heet.

## Beschrijving
Centraal in het Wilhelminapark ligt een grote vijver met een paar eilandjes en een fontein. Aan de oever zijn afwisselend grasvelden, bloemenperken en bosschages. In het noorden en zuiden van het park zijn 'speelweiden'. Vooral de grote weide in het zuiden wordt niet alleen gebruikt door individuele recreanten die er bijvoorbeeld picknicken, voetballen of frisbeeën, maar ook voor evenementen.
Het park wordt doorsneden door een fietspad, dat druk gebruikt wordt door studenten die tussen De Uithof en de binnenstad fietsen. Het standbeeld van koningin Wilhelmina staat langs dit pad en is een van de meerdere kunstwerken in het park. Tevens bevindt zich langs het pad een rijksmonument in de vorm van een theehuis met een rieten dak dat in 1925 is gebouwd naar ontwerp van G. van der Gaast ter vervanging van een paviljoen. Een ander rijksmonument in het park is een in Amsterdamse School vormgegeven bakstenen herdenkingsbank die geplaatst is ter gelegenheid van het jubileum van de Utrechtse burgemeester Fockema Andreae. Verder bevindt zich een bunker in het park die gewaardeerd is als gemeentelijk monument en die sinds 2014 in gebruik is als expositieruimte onder de naam EXbunker.
Als afscheidscadeau voor zijn jarenlange inzet als jurylid bij de NCRV-kennisquiz De slimste mens boden de redactie en producenten Maarten van Rossem op 16 mei 2025 een bankje aan in het Wilhelminapark, dat die dag feestelijk werd onthuld. Op het bankje staat een klein plakkaat met de tekst "Dit bankje behoort aan de wandelende Wikipedia, de farao van de feitenkennis - Maarten van Rossem, jurylid De Slimste Mens 2012-2024".

## Omgeving
Het Wilhelminapark maakt deel uit van het beschermde stadsgezicht Utrecht-Oost.
Langs het Wilhelminapark liggen twee straten met aaneengesloten herenhuizen die uitkijken op het park. De straat aan de westzijde heet eveneens Wilhelminapark terwijl de straat aan de andere kant de Koningslaan heet, niet te verwarren met de Koningsweg elders in Utrecht.
De buurt rondom het park wordt ook Wilhelminapark of de Wilhelminaparkbuurt genoemd. Dit geldt vooral voor het gebied aan de noordwestzijde, Wilhelminapark en omgeving in de gemeentelijke wijkenindeling. Het park beslaat ruwweg een derde van dat gebied. Het gebied aan de zuidoostzijde heet veelal de Schildersbuurt naar de straatnamen daar, terwijl het gebied ten westen van de straat Wilhelminapark de oorspronkelijke naam Oudwijk behouden heeft.
Aan de noordpunt van het wandelpark ligt een open gebied zonder huizen maar met een gemengde functie: er lopen enkele verkeerswegen maar liggen ook verschillende grasvelden met bomen. Het maakte integraal deel uit van het parkontwerp, al is het sindsdien wel gewijzigd. Er staan woonhuizen aan de Prinses Marijkelaan en de straat Oudwijk; verder komen minstens acht straten uit op het gebied, waaronder de Emmalaan die een verbinding vormt met het Hogelandse Park verder naar het noorden.
Op het grasveld bij de Prinses Marijkelaan ligt een zwerfkei als gedenksteen voor tien verzetsleden die hier omkwamen op 7 mei 1945, de dag van de Bevrijding van Utrecht. Ze waren op weg om Anton Mussert te arresteren maar kwamen in botsing met Duitse militairen.
In dit open gebied is ook het Rosarium. Daar vlakbij stond ooit midden op een rond grasveld een imposante beuk (Fagus sylvatica 'Atropunicea'). Deze moet omstreeks 1850 geplant zijn op het toenmalige landgoed Het Hoogeland. De boom vormde het eindpunt van de zichtlijn via de Emmalaan vanaf het Hogelandse Park. De 25 meter hoge boom stond dankzij het opvallend rood gekleurde, ongeveer even brede bladerdek bekend als 'de rode beuk'. In 2014 werd echter een infectie met de schimmel Phytophthora plurivora ontdekt. Behandeling wist de boom niet te redden en in 2019 werd de beuk doodverklaard en gekapt. Na verontreiniging van de verschimmelde grond werd begin februari 2020 een jonge beuk op dezelfde locatie teruggeplant.
Andere bijzonderheden rond het park zijn onder meer de begraafplaats Sint Barbara.

## Geschiedenis
In de tweede helft van de 19e eeuw groeide het aantal inwoners van Utrecht sterk en het gebied ten oosten van de Maliebaan kwam in beeld voor nieuwbouw. Dit gebied dat vanouds Oudwijk of het Oudwijkerveld heette, was voornamelijk agrarisch, met verspreide tuinderijen (in Utrecht hoveniers genoemd).
In 1887 kocht de gemeente Utrecht van de familie Ram het landgoed Het Hoogeland aan de noordzijde van dit gebied, bij de Biltstraat. Kort daarop kocht de gemeente ook het Oudwijkerveld. De eigenaar, baron van Boetzelaer van Oosterhout, vroeg veel minder geld dan zijn noordelijke buurman, maar stelde wel een aanvullende voorwaarde: er moesten niet alleen woonhuizen komen, maar ook een openbaar wandelpark.
Een prijsvraag voor een ontwerp van het park leverde zestien inzendingen op. De gemeente vroeg twee deelnemers om hun ontwerpen samen te voegen tot een integraal plan: de tuinarchitecten Hendrik Copijn en Jan Anthony Loran, een technisch tekenaar bij de gemeente Utrecht. Nadat Het Hoogeland was omgevormd tot park, werd aan de zuidkant het Oudwijkerveldpark aangelegd in de Engelse landschapsstijl. Het werd in 1898 officieel geopend en toen omgedoopt tot Wilhelminapark ter ere van Wilhelmina die in datzelfde jaar was ingehuldigd als koningin.
Tijdens de Tweede Wereldoorlog kreeg het park tijdelijk de naam Nassaupark.

## Fotogalerij

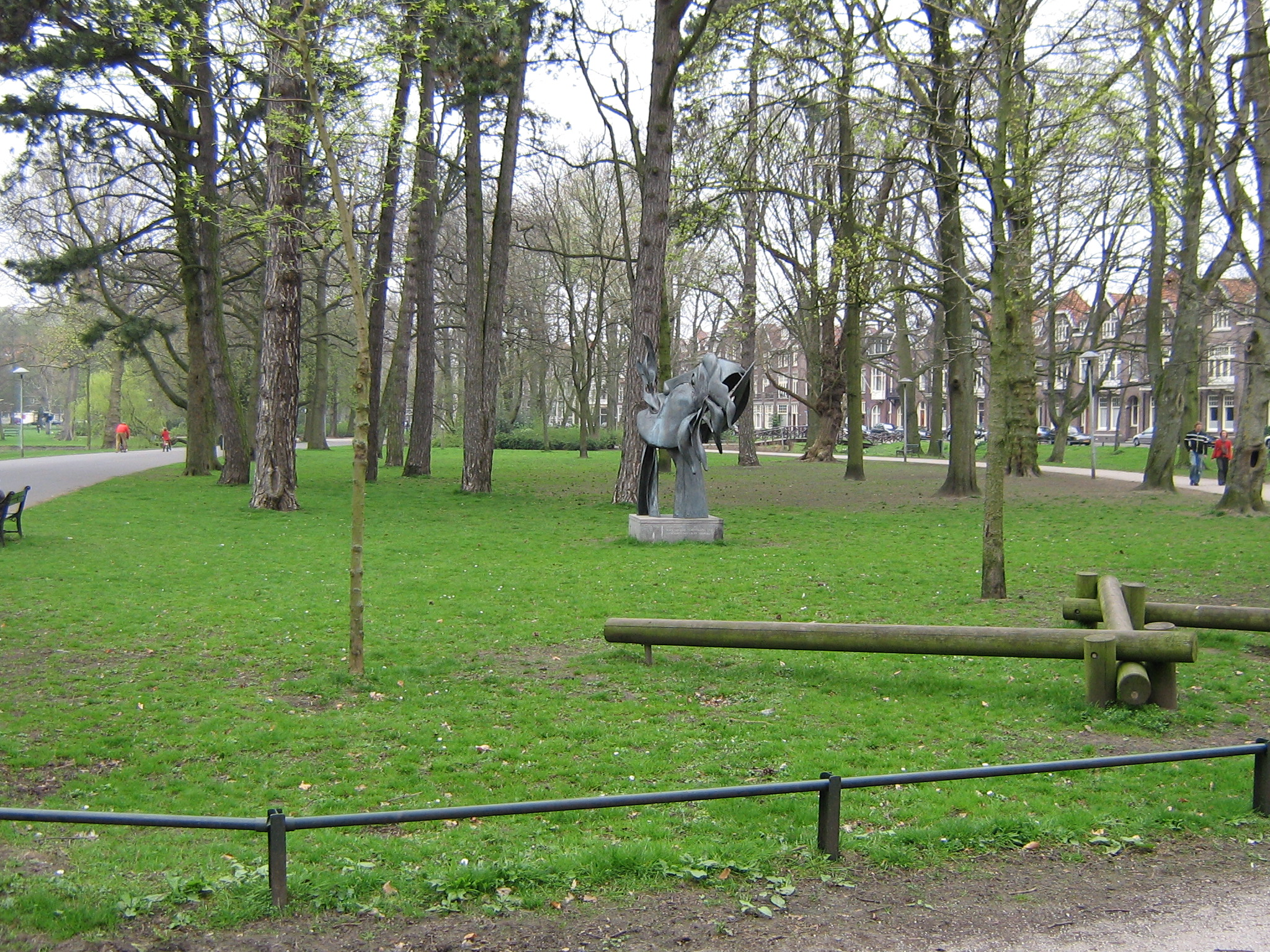
Wilhelminapark
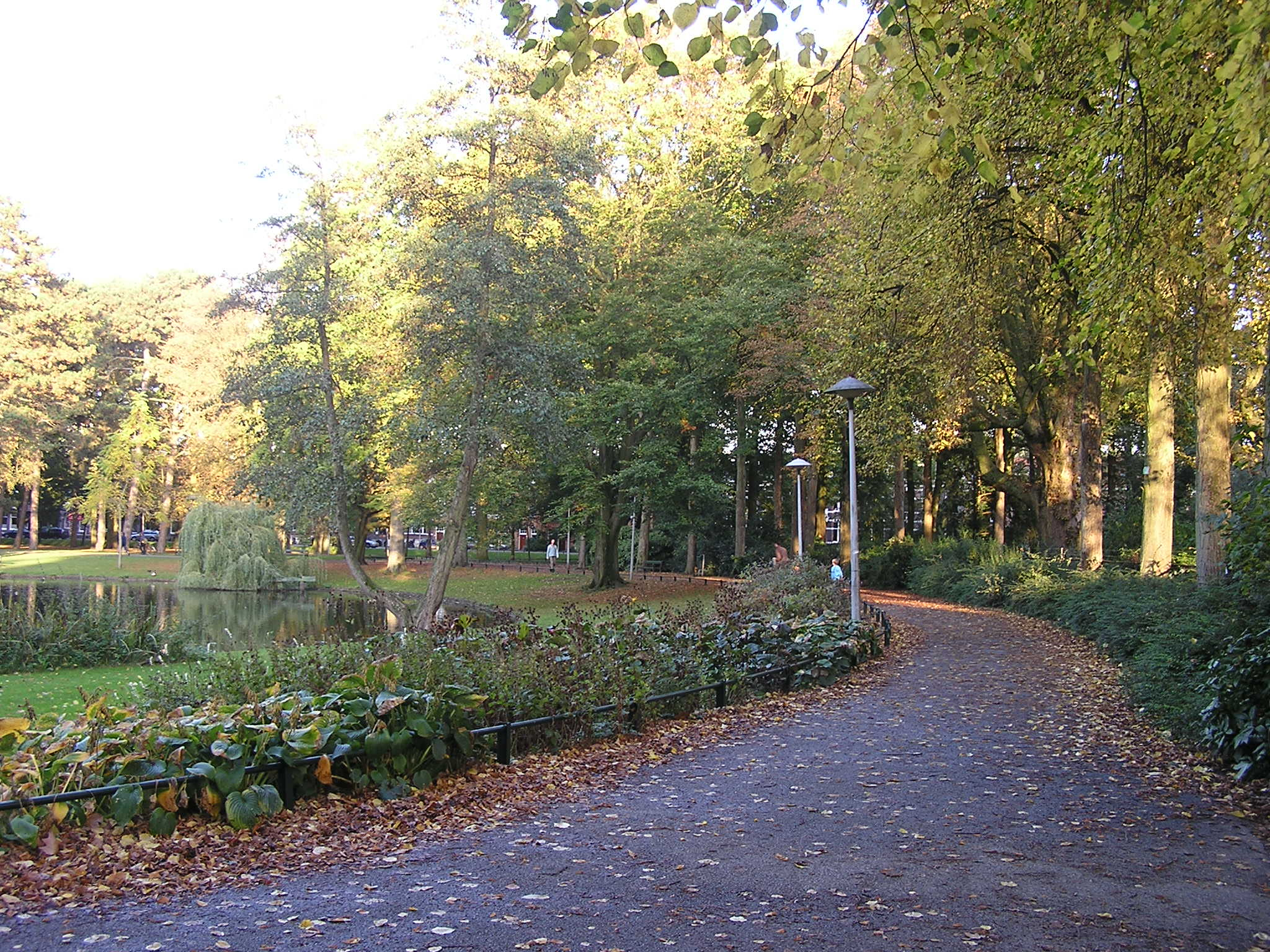
Wilhelminapark
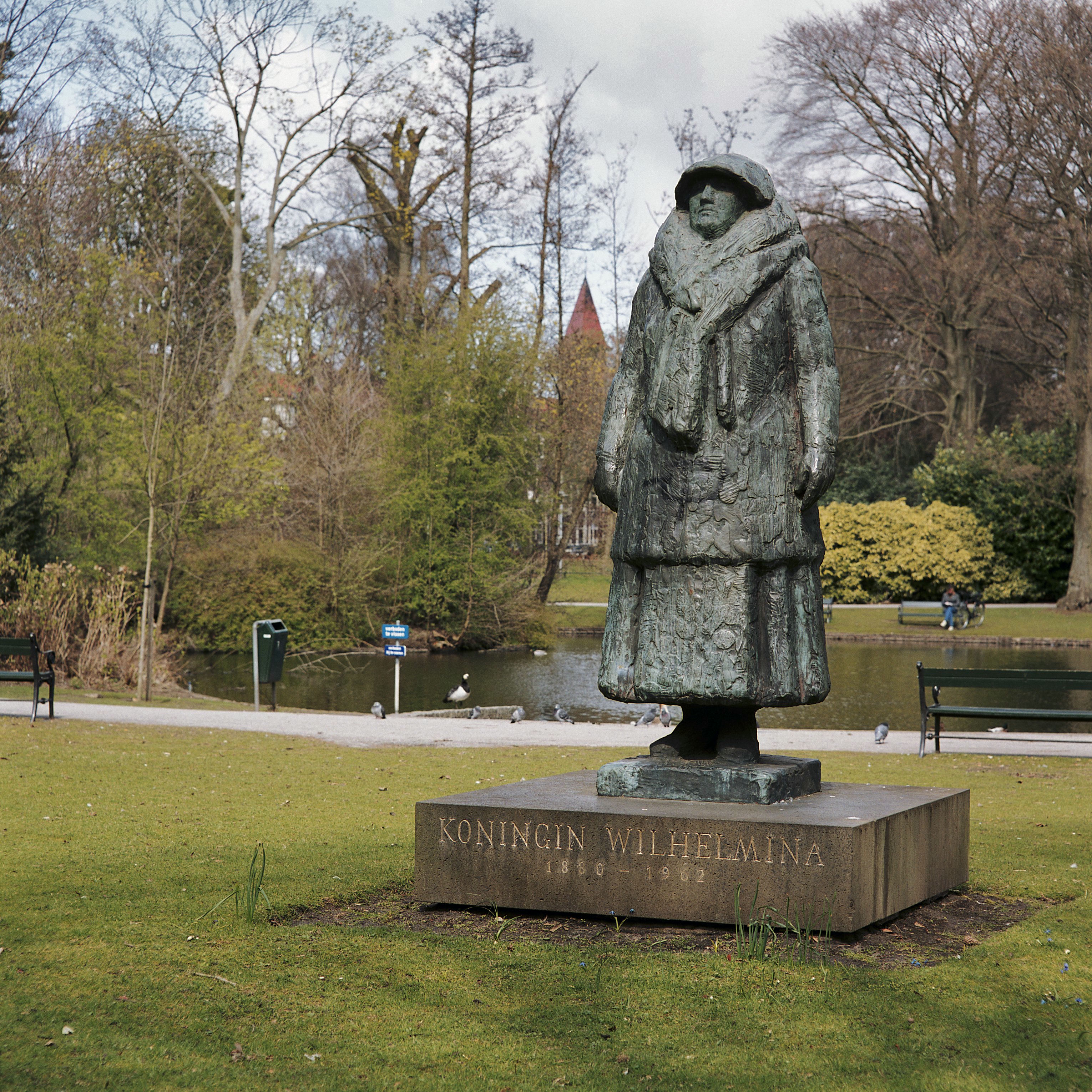
Standbeeld van koningin Wilhelmina
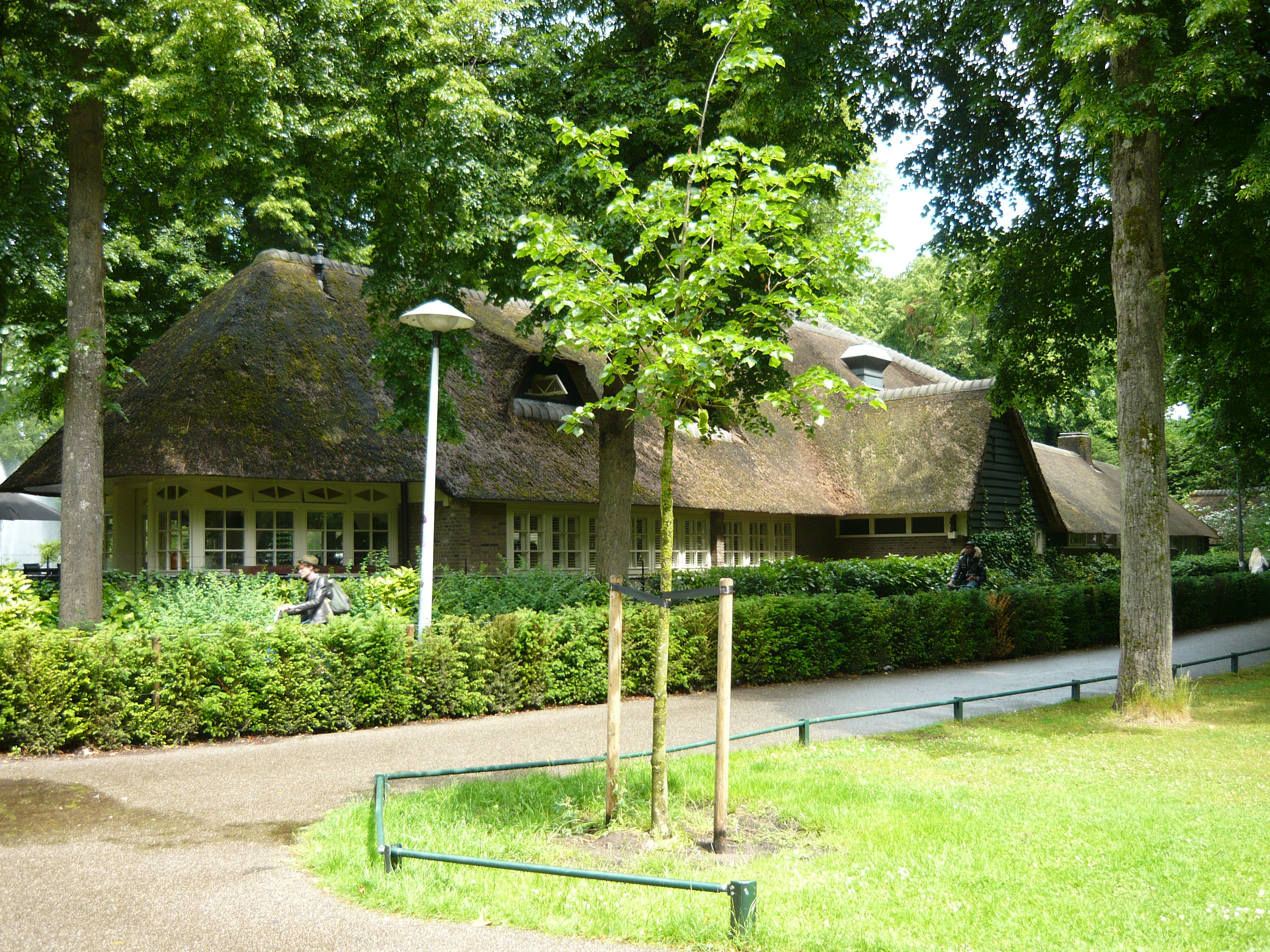
Theehuis
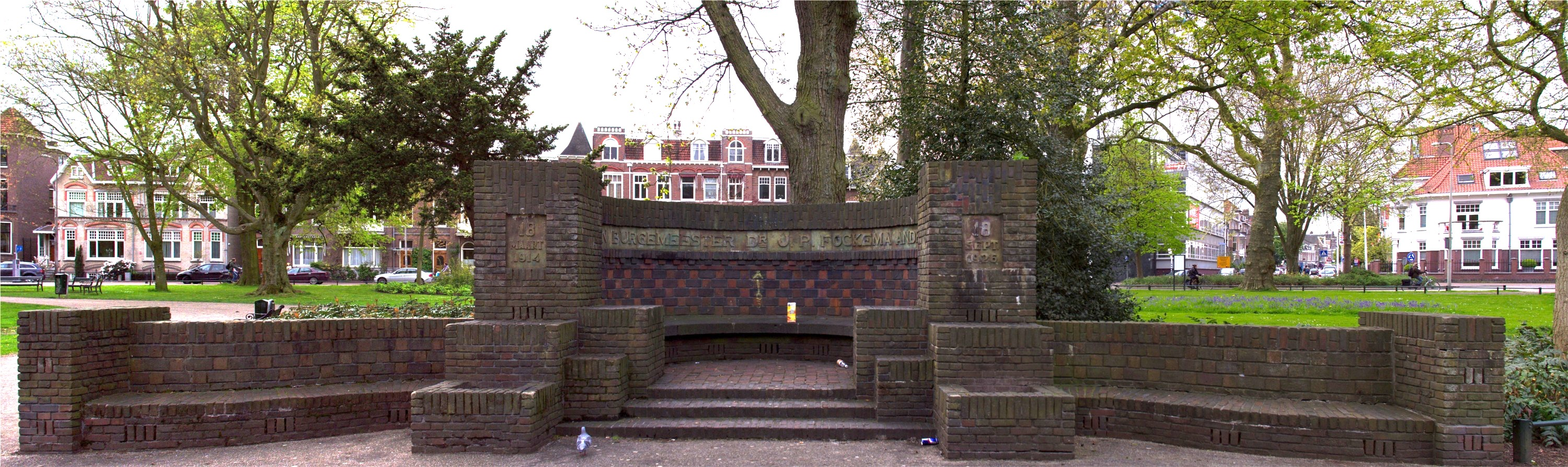
Herdenkingsbank
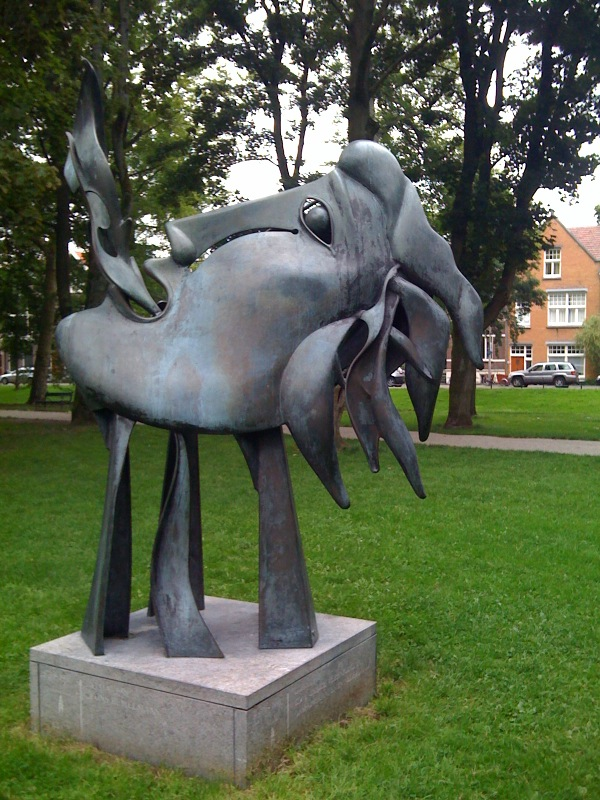
Standbeeld Gaia
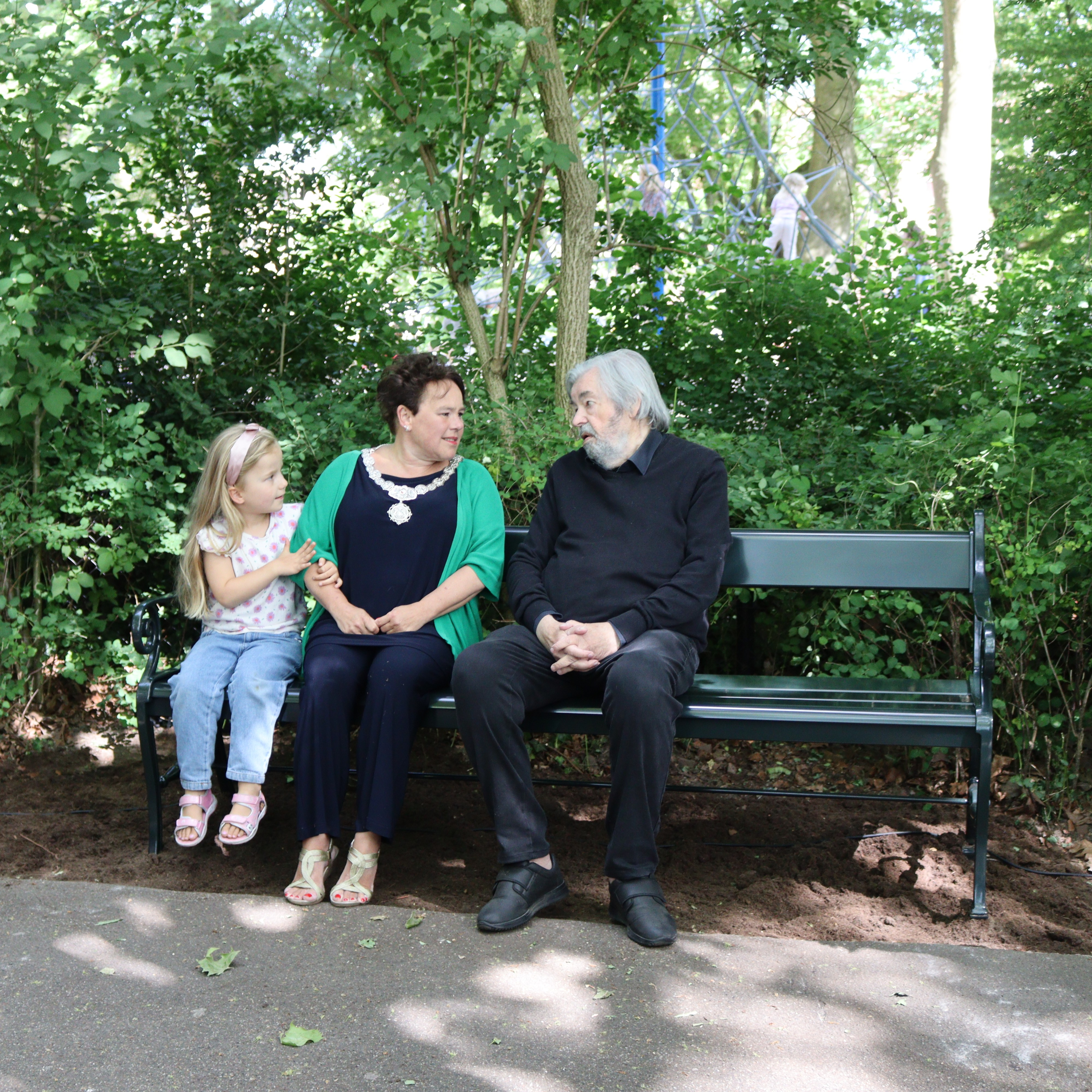
Maarten van Rossem op het aan hem aangeboden 'Wikipedia-bankje', samen met burgemeester Sharon Dijksma en haar dochter
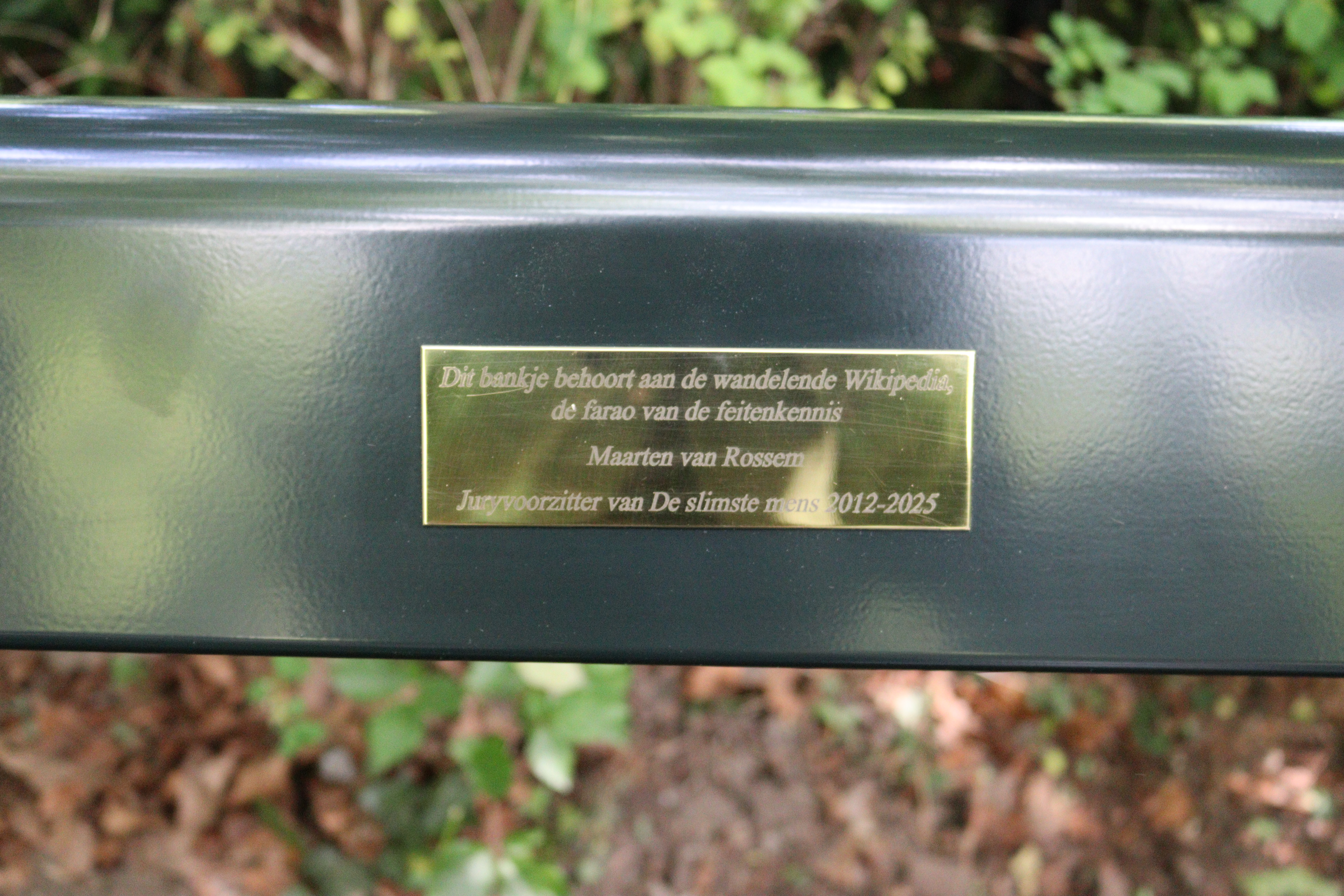
Het plakkaat met de tekst op het 'Wikipedia-bankje'

Amaliapark · Park De Balije · Park Bloeyendael · Park de Gagel · Griftpark · Hogelandsepark · Park Hoge Weide · Julianapark · Klokkenveld · Kromme Rijnpark · Majellapark · Máximapark · Moreelsepark · Park Nieuweroord · Niftarlakepark · Noorderpark · Nynkeplantsoen · Oorsprongpark · Park Oosterspoorbaan · Oranjepark · Park De Groene Kop · Park Leeuwesteyn · Park Oog in Al · Park Transwijk · Rosarium (Oudwijk) · Sterrenbos · Park Tivoli · Van Heukelompark · Vechtzoompark · Park Voorn · Park de Watertoren · Wilhelminapark · Willem Alexanderpark · Zocherpark